# Clara Stockmeyer
Clara Maria Stockmeyer (* 19. Juni 1884 in Ormalingen; † 21. Mai 1967 in Zürich) war eine Schweizer Germanistin, die dreissig Jahre am Schweizerischen Idiotikon («Wörterbuch der schweizerdeutschen Sprache») wirkte, volkskundlich tätig war und sich in der religiös-sozialen Bewegung sowie der Frauenrechtsbewegung engagierte.

## Kindheit und Ausbildung
Clara Stockmeyer kam als sechste Tochter von Immanuel Stockmeyer (1842–1893) und Emilie geborener Oehri (1848–1923) zur Welt. Sie besuchte zuerst die Primarschule im basel-landschaftlichen Ormalingen, wo ihr Vater reformierter Pfarrer war. Nach dessen frühem Tod – Clara war erst neun Jahre alt –, zog die verwitwete Mutter nach Basel in das Haus «am Mühleberg». Das Mädchen ging dort in die Freie Evangelische Volksschule, darauf für ein Pensionsjahr ins waadtländische Morges und besuchte hernach die Pädagogische Abteilung der Basler Töchterschule, das heutige Gymnasium Leonhard, wo sie mit dem Lehrerinnenexamen abschloss. Nachfolgend arbeitete sie zwei Jahre als Hauslehrerin in Schottland, wo sie die drei Kinder eines Professors unterrichtete.
In die Schweiz zurückgekehrt und um die Erfahrung reicher, mit Kleinkindern wenig anfangen zu können, schrieb sie sich als Hörerin an der Universität Basel ein. 1913 entschied sie, die Matura nachzuholen, liess sich 1915 an der genannten Hochschule immatrikulieren und studierte Deutsch, Französisch und Englisch. Stockmeyer promovierte 1919 mit einer Arbeit über «Soziale Probleme im Drama des Sturmes und Dranges».
Anschliessend wurde sie als Vikarin an einer Basler Mädchensekundärschule angestellt, verlor die Stelle aber schon 1921 wegen staatlicher Sparmassnahmen. Die Basler Erziehungsdirektion (kantonales Kultusministerium) gab ihr stattdessen eine Stelle an der Universitätsbibliothek, wo damals ein Zentralkatalog aller Basler Bibliotheken zusammengestellt wurde. Ab 1924 arbeitete sie zusammen mit dem Volkskundeprofessor Eduard Hoffmann-Krayer an einer volkskundlichen Bibliographie.

## Schaffen

### Schweizerisches Idiotikon
Stockmeyer kam 1925 an das Schweizerische Idiotikon in Zürich; Empfehlungen hatte sie von den Basler Professoren Hoffmann-Krayer – der selbst einige Jahre für das Wörterbuch gearbeitet hatte – und Ernst Tappolet – dem Mitbegründer des Glossaire des patois de la Suisse romande. Ihre erste Aufgabe (als Nachfolgerin von Walter Clauss) war es, Chefredaktor Albert Bachmann zu entlasten; ab 1928 wurde sie zur eigentlichen Redaktionsarbeit beigezogen. Als aber 1934, nach Bachmanns Tod, der neue (faktische) Chefredaktor Otto Gröger den Leitenden Ausschuss ersuchte, auch Stockmeyer sowie ihre Kollegin Ida Suter namentlich auf dem Titelblatt der Einzellieferungen des laufend erscheinenden Wörterbuchs zu nennen, lehnte dieser den Antrag mit der Begründung ab, die beiden Frauen könnten hieraus ein Recht auf eine bessere Anstellung ableiten. 1937 jedoch, als Redaktor Eugen Dieth seine Stelle am «Idiotikon» aus finanziellen Gründen verlassen musste und sich damit die Lage des Wörterbuchs etwas entspannte, wurden Stockmeyer und Suter formell in die Redaktion aufgenommen.
Grosse und gewichtige Wortfamilien – das heisst jeweils Grundwort plus Zusammensetzungen und Ableitungen –, die Stockmeyer («C. St.») in den Bänden X, XI und XII des «Schweizerischen Idiotikon» abhandelte, waren etwa Stūchen II (mit stūchen), Stëft/Stift, Stīg (mit stīgen), stëlen, Stil, Stolz, Stamm, Stimm (mit stimmen), stumm, (un)gestüem, stān, stūnen, Stund, Stǖr (mit stǖren), stërben, Stĩzen, Stotz (mit stotzig), Stutz (mit stützen), Strūss (mit strūssen), Strĩt (mit strīten), strutten/strütten, Strauw, Streuw (mit streuwen), strǟzen, Tǖchel, Tuech, gedigen, dazu etwa Bad-Stuben und die Wortgruppe von Stubeten (ohne aber deren Grundwort Stub[en]) sowie die Zusammensetzungen und Ableitungen von Tǖfel (ohne das Simplex). Stockmeyer erwies sich damit als eine feste Stütze des Wörterbuchs, dessen Redaktion unter Otto Gröger – neben Stockmeyer waren dies damals die schon genannte Ida Suter sowie Guntram Saladin, Hans Wanner und Kurt Meyer – nach Jahrzehnten ständigen Personalwechsels zu neuer Stabilität gefunden hatte.
Stockmeyer blieb auch nach ihrer Pensionierung 1955 dem «Idiotikon» verbunden, indem sie weiter Korrekturen las.

### Volkskunde
Stockmeyer war seit ihrer Universitätszeit am Fach Volkskunde interessiert, auch wenn sie es selbst nicht studierte. Von ihrer Zusammenarbeit mit Hoffmann-Krayer war oben schon die Rede. Am «Schweizerischen Idiotikon», das nach älterer Praxis Sprache und Volkskunde verbindet, konnte sie ihre Interessen weiterverfolgen, sei es im Verfassen der Wortartikel, sei es in der Eingliederung von Gertrud Zürichers grosser Sammlung «Die Kinderlieder der deutschen Schweiz» in das Zettelmaterial des Wörterbuchs.
Mit ihrer Freundin Adèle Stoecklin (1876–1960), der ersten Germanistin an der Universität Basel, verbrachte Stockmeyer zwischen 1919 und 1942 mindestens sechsmal die Sommerferien, um im Muotatal, im Emmental, in verschiedenen Teilen Graubündens, in der Gegend von Zermatt und im Glarnerland hunderte von Liedern aufzuzeichnen. Hierbei war Stoecklin für die Texte, Stockmeyer für die Melodien zuständig. Publiziert wurde das Material nie, es liegt bis heute im Schweizerischen Volksliedarchiv an der Universität Basel.

### Dialekt- und Volksliederhebungen in Rima

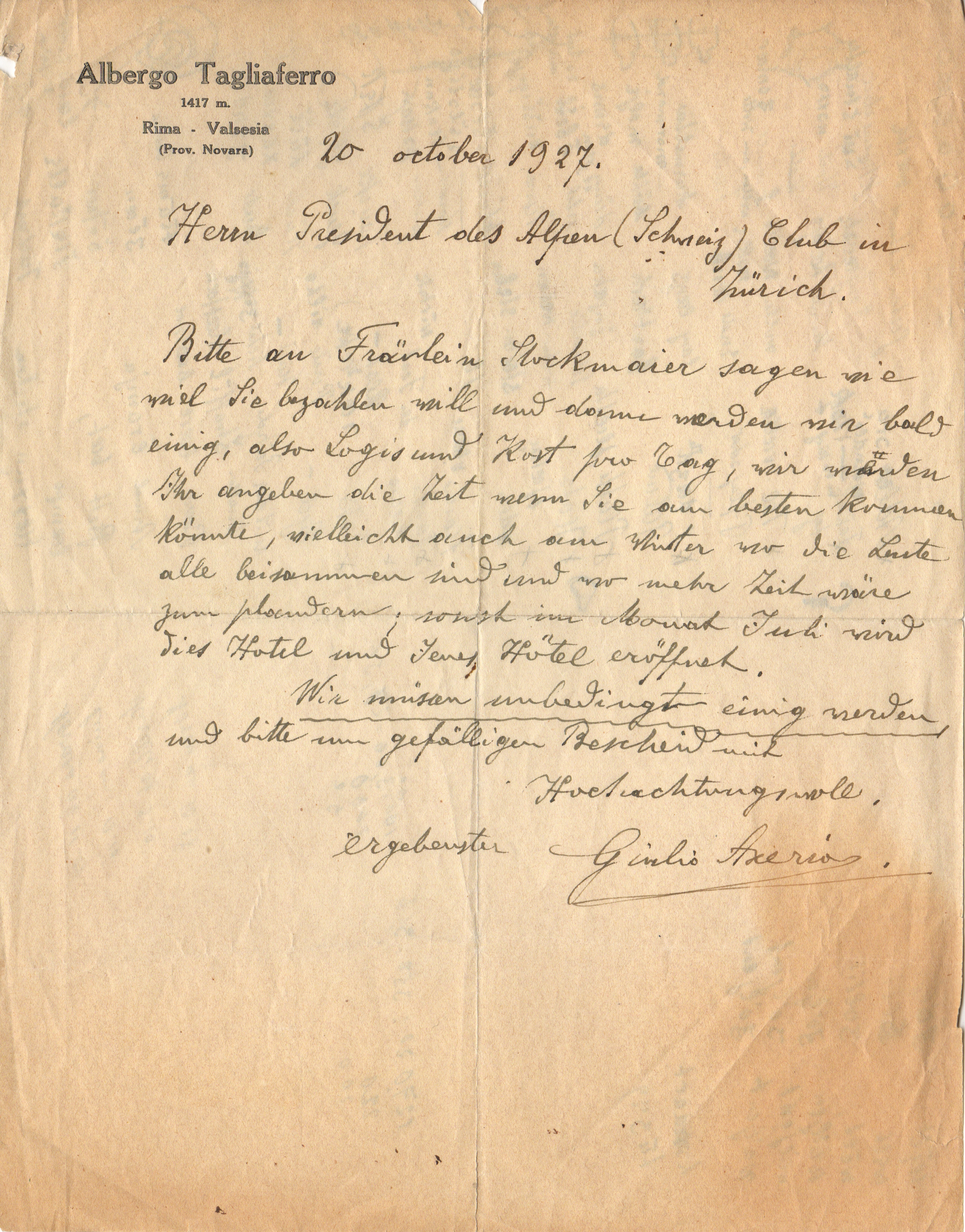
Brief von Giulio Axerio, Rima Valsesia, an den Präsidenten des Schweizerischen Alpen Clubs zu Handen von Clara Stockmeyer (Archiv des Schweizerischen Idiotikons, Zürich)

Stockmeyer machte es sich auch zur Aufgabe, den höchstalemannischen, aber stark piemontesisch durchsetzten Walserdialekt des Dorfes Rima zuhinderst im nordwestitalienischen Sermenzatal zu erkundigen. Motivation hierfür waren zweifellos sowohl ihre Arbeit am «Schweizerischen Idiotikon» wie auch ihre volkskundlichen Interessen. Weshalb sie sich allerdings ausgerechnet für Rima entschieden hatte – eines der kleinsten und isoliertesten Walserdörfer –, ist nicht überliefert; vielleicht wurde sie von Emil Balmers Zeitungsberichten inspiriert, der ab 1923 in Alagna und Rima Sprachproben und Lieder sammelte. Sie suchte den Ort mindestens zweimal auf, ein erstes Mal wohl 1928, und machte sich Notizen zum Wortschatz, zur Lautung und zur Wortbeugung; überdies zeichnete sie zahlreiche Gedichte und Lieder auf, die teilweise nachweislich auf den örtlichen Mundartdichter Pietro Axerio (1827–1905) zurückgehen. Auch diese Sammlung wurde nie veröffentlicht, ist aber in das Material und das Archiv des «Schweizerischen Idiotikons» eingegangen.
Stockmeyer war auch bei den Vorbereitungen für die Aufnahmen des Phonogrammarchivs der Universität Zürich beteiligt, die 1929 von Wilhelm Doegen vom Berliner Lautarchiv für fast alle Südwalsergemeinden durchgeführt wurden.

## Soziales und politisches Wirken
Stockmeyer, sowohl väterlicher- wie mütterlicherseits aus gutem Stadtbasler Hause stammend, war in einem konservativen Milieu aufgewachsen. In den Nullerjahren des 20. Jahrhunderts begann sie sich jedoch unter dem Einfluss des Basler Münsterpfarrers Leonhard Ragaz für soziale Fragen zu interessieren. Sie wirkte später im Vorstand der «Freunde des Aufbaus» mit und unterstützte damit die Wochenzeitung der «Neuen religiös-sozialen Vereinigung» (heute «Neue Wege»). Weiter war sie in der Vereinigung «Arbeit und Bildung» sowie im Vorstand der «Christlich-jüdischen Arbeitsgemeinschaft» aktiv.
Lange Jahre präsidierte sie überdies den «Zürcher Verein für das Frauenstimmrecht» und war engagiertes Mitglied der «Frauenliga für Frieden und Freiheit», der Vereinigung «Frau und Demokratie» und des «Verbandes der Akademikerinnen». Die Einführung des Frauenstimmrechts erlebte sie freilich nicht mehr; es wurde im Kanton Zürich drei Jahre nach ihrem Tod, 1970, auf eidgenössischer Ebene 1971 beschlossen.

## Publikationen
- Soziale Probleme im Drama des Sturmes und Dranges. Eine literaturhistorische Studie. Dissertation Univ. Zürich. Geibel, Leipzig 1920; Diesterweg, Frankfurt am Main 1922; Nachdruck Gerstenberg, Hildesheim 1974.
- zahlreiche Artikel im Schweizerischen Idiotikon, Bände X, XI und XII (Beispiele sind oben im Text aufgeführt).

## Weblink
- Publikationen von und über Clara Stockmeyer im Katalog Helveticat der Schweizerischen Nationalbibliothek